# Ludwig Wilhelm Maurer
Ludwig Wilhelm Maurer, född 2 februari 1789 i Potsdam, död 25 oktober (gamla stilen: 13 oktober) 1878 i Sankt Petersburg, var en tysk violinist och tonsättare.
Maurer anställdes redan vid fjorton års ålder vid hovkapellet i Berlin och arbetade från 1806  i Ryssland. År 1833 blev han generalmusikdirektor vid hovkapellet i Sankt Petersburg. Han gjorde många gästspel på andra orter. Av hans kompositioner (bland annat sex operor, symfonier, trior och sånger) har endast hans små genrestycken för violin och Symphonie concertante för fyra solovioliner med orkester behållit sin livskraft.